# Носители
«Носители» (англ. Carriers) — кинофильм Алекса и Давида Пасторов, вышедший на экраны в 2009 году. Фильм был снят ещё в конце 2006 года, но лёг на полку на три года и был выпущен лишь по причине кассового успеха фильма «Звёздный путь» с участием Криса Пайна.

## Сюжет
Смертельный вирус распространился по всему миру, убив почти всех. Два брата, Брайан и Дэнни, вместе с девушкой Брайана по имени Бобби и подругой Дэнни по имени Кейт, направляются к месту под названием Черепаший Пляж, где, как они считают, могут переждать, пока вирус не вымрет.
На этом пути они встречают мужчину по имени Фрэнк и его инфицированную маленькую дочь Джоди. Фрэнк просит бензина, но четвёрка выживших уезжает, за что Фрэнк попытался разбить им стекло. Вскоре их автомобиль ломается и они вынуждены вернуться к Фрэнку с бензином. Угрожая ему пистолетом, Брайан заставляет сесть Джоди и её отца в багажник, их изолируют специальной плёнкой. Фрэнк рассказывает про фармацевтический центр, где, возможно, есть сыворотка от вируса. По прибытии они обнаруживают, что сыворотка не работает, и только ещё живой врач собирается совершить самоубийство с остальной группой инфицированных детей. Между тем, Бобби случайно заражается от Джоди, пытаясь помочь ей. Она никому об этом не рассказывает. Они оставляют Фрэнка и Джоди позади и четвёрка выживших едет дальше.
После этого они останавливаются на поле для гольфа, и, хотя Бобби пытается не контактировать с друзьями, Брайан целует её. Поле для гольфа используется в качестве базы небольшой группы вооружённых выживших, которые захватили Брайна, Дэнни и девушек. Они раздели девушек, чтобы проверить их на инфекционные заболевания. На груди у Бобби обнаруживаются симптомы вируса. Кейт подчеркивает, что в итоге они окажутся мертвы, если Бобби продолжит путешествовать с ними, и Брайан выгоняет Бобби из машины, оставив её на пустынной АЗС с провиантом на пару дней.
У тройки выживших почти заканчивается топливо, но они сталкиваются с двумя женщинами, что движутся в противоположном направлении к ним. Дэнни просит у них помощи, но они отказываются дать им бензин, и тогда Брайан достаёт пистолет. Он убивает одну из женщин, затем вторую, но та успевает ранить мужчину в колено.
Вскоре Дэнни пробирается в заброшенный дом и берёт лекарства, чтобы обработать рану Брайана. Раненому приходится снять штаны и становится видно, что на втором колене у него следы инфекции. Он заразился, когда целовался с Бобби. Вечером Дэнни и Кейт собираются уехать без Брайана, но он не отдаёт ключи. Дэнни говорит, что застрелит Брайана, если он не даст им уехать. Брайан отвечает, что Дэнни не сможет убить родного брата, и получает несколько пуль в грудь и живот. Дэнни сжигает тело брата, а заодно и свой респиратор. Утром они с Кейт отправляются в путь, добираются до Черепашьего пляжа, но Дэнни понимает, что без брата это место уже совсем не такое, как было в детстве.
Фильм оставляет открытый финал: неизвестно, что произошло с Дэнни и Кейт.

## В ролях
- Лу Тейлор Пуччи — Дэнни
- Крис Пайн — Брайан
- Пайпер Перабо — Бобби
- Эмили ВанКамп — Кейт
- Кристофер Мелони — Фрэнк
- Кирнан Шипка — Джоди
- Марк Мозес — доктор